# جو آرمسترانگ (برنامه نویس)
جو لزلی آرمسترانگ (انگلیسی: Joseph Leslie Armstrong; ‏۲۷ دسامبر ۱۹۵۰ – ۲۰ آوریل ۲۰۱۹) برنامه‌نویس، دانشمند رایانه اهل بریتانیا بود. او بیشتر به عنوان نویسنده زبان برنامه‌نویسی ارلنگ شناخته می‌شود.

## زندگی‌نامه
آرمسترانگ در سال ۱۹۵۰ در بورنموث به دنیا آمد.
در سن ۱۷ سالگی در مدرسه برنامه‌نویسی با فورترن را آغاز کرد. این تجربه به او کمک کرد تا حین تحصیل رشته فیزیک در کالج دانشگاهی لندن، برنامه‌های هم‌کلاسی‌های خود را در ازای دریافت آبجو اشکال‌زدایی کند. در زمانی که برای آزمایشگاه علوم رایانه اریکسون کار می‌کرد، زبان برنامه‌نویسی ارلنگ را در سال ۱۹۸۶ توسعه داد.
او در ۲۰ آوریل ۲۰۱۹ درگذشت.